# Municipio di Säynätsalo
Il municipio di Säynätsalo (in finlandese: Säynätsalon kunnantalo) fu progettato dall'architetto finlandese Alvar Aalto per il comune di Säynätsalo (nel 1993 la comunità sull'isola lacustre si unirà con la vicina città di Jyväskylä). 
Si tratta di un complesso polifunzionale che, oltre agli uffici comunali, doveva ospitare alcuni negozi al livello stradale, una biblioteca ed appartamenti. Aalto ricevette l'incarico dopo un concorso che vinse nel 1949 e l'edificio fu completato nel dicembre del 1951. Fu inaugurato nell'agosto dell'anno dopo. 
L'architetto prese ispirazione dagli edifici storici italiani, come si deduce dalla pianta che si sviluppa attorno alla corte interna soprelevata (realizzata con il terreno di scarto delle fondazioni) e dal volume più monumentale della sala del consiglio comunale. Il soffitto in legno di abete rosso di questo ambiente raggiunge un'altezza di 17 metri, un metro più alto della sala consigliare del Palazzo Pubblico di Siena. 
L'edificio è interamente ricoperto da mattoni sia all'esterno che all'interno, materiale economico e che si rifà alla tradizione costruttiva medievale tanto ammirata da Alvar Aalto. Alcuni operai della vicina segheria si offrirono di posare i mattoni delle facciate esterne ed il risultato raggiunto al termine del cantiere fu notevole in quanto le superfici non apparivano uniformi e lisce, ma mosse, proprio come intendeva l'architetto. A capo dei lavori del cantiere vi era l'architetto Elissa Aalto, che avrebbe sposato Alvar Aalto il 4 ottobre 1952 a Helsinki.

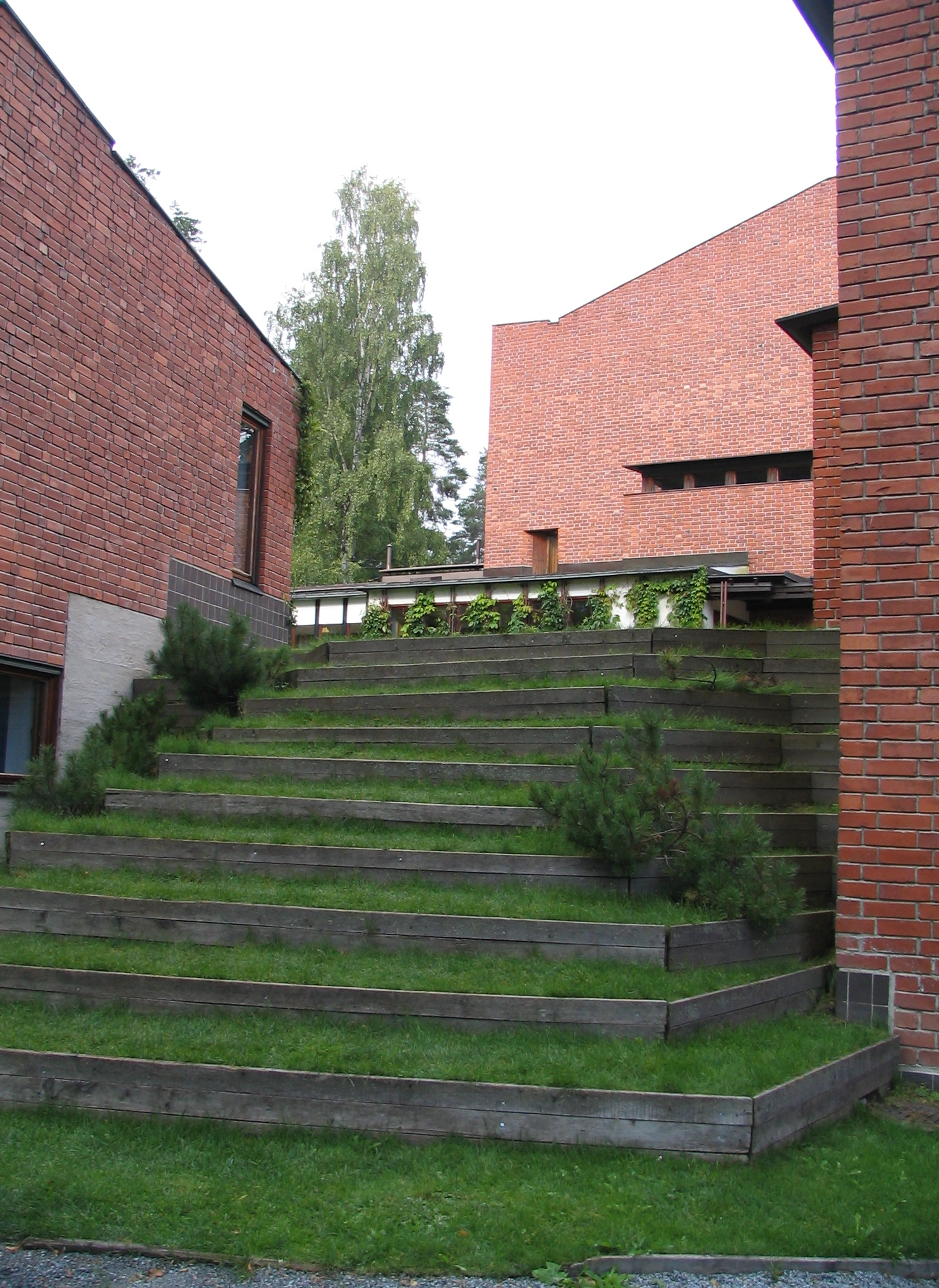
La scalinata